# Métensomatose
La métensomatose (en grec ancien μετενσωματοσις) est une doctrine selon laquelle l'âme-esprit se réincarnerait ou retournerait dans un nouveau corps après la mort physiologique. Le mot métensomatose signifie « déplacement du corps spirituel » vers une nouvelle existence physique dans le monde tangible.
La métensomatose est une variante de la réincarnationbouddhique car elle représente une sorte de retour automatique sur terre par le processus métensomatique ou processus du samsara selon le bouddhisme. Elle serait cependant psycho-physique et non psychique (comme dans la métempsycose), c'est-à-dire qu'elle transmet au nouveau corps une partie des éléments psycho-intellectuels de l'ancienne identité décédée dans le passé. L'identité de l'individu et sa génétique changent donc d'une vie à l'autre selon les lois du hasard et des liens de causalité psychiques mais conservent les valeurs de l'esprit et de la conscience individuelle et collective (karma&dharma ou malchance&chance), c'est-à-dire le caractère psychique et la pensée qui resteraient les mêmes bien que d'ordinaire la personne ne se souvienne de rien. La personne retrouve parfois des acquis de conscience personnels par la pratique spirituelle et introspective, donc d'expérience et non pas en cherchant dans ses souvenirs liés au passé; ces souvenirs seraient un grand frein à l'évolution humaine. Ceci pour la simple raison que cela engendrerait une dissociation psychologique de la personnalité physique ancienne (dont la carcasse tenue pour décédée) et la nouvelle servant d’enveloppe charnelle. En écosophie il est d'usage de tenir les souvenirs passés comme des illusions mentales afin de se prévenir de maladies telles que la psychose, schyzophrénie, et autres dissociations de la conscience.
La métensomatose désigne donc le passage d'un corps mental à un nouveau charnel par une nouvelle naissance physiologique après la mort en fin de vie, et non d'une âme qui va d'un corps mort (alpha) à un autre corps (bêta) vivant ou dans un corps qui ne lui appartiendrait pas. Le bouddhisme croit plutôt à la métensomatose qu'à la métempsycose, puisque c'est une religion dans laquelle l'âme n'existe pas, et dans laquelle le moi n'est qu'illusion de l'identité individuelle qui « s'éteint » dans la vacuité ; cela dit, des éléments psychiques transmigrent dans certains caractères (physiques ou psychiques) venus des parents jusqu'aux enfants, dans le phénomène lamaïste des tulku, appelés improprement « réincarnations » d'un lama. Les écrits bouddhiques utilisent en fait un concept sensiblement différent de celui de réincarnation : punarb hava, qu'on traduit par « re-naissance ».
Une approche épistémologique de certaines sciences comme l'anthropologie, l'astrophysique, la biologie, la généalogie et la génétique, couplée à une démarche phénoménologique et heuristique telle l'application du Rasoir d'Ockham, autorise à considérer pour vraisemblable que la mort, en tant que déclin du processus biologique, signe la disparition de la personne, mais que tout individu en tant que spécimen est appelé à recommencer une nouvelle existence terrestre en raison de sa filiation biologique à l'espèce humaine qui ne cesse de se reproduire. Ce scénario se rapproche du concept de métensomatose (déplacement d'un corps inanimé vers un nouveau corps) qui rejette toute survivance de l'âme en dehors de cause résultant de la simple transmission de gènes. Il postule que la mort est sans contenu métaphysique et ne sert qu'à renouveler l'espèce pour la perpétuer. Ainsi, chaque décès se traduirait tôt ou tard par une renaissance terrestre qu'il est évidemment impossible de prédire, mais que l'on peut raisonnablement supposer comme étant tributaire d'un groupe génétique (haplogroupe) ou d'une généalogie à laquelle chacun appartient.